# Полетинці
Полети́нці (болг. Полетинци) — село в Кюстендильській області Болгарії. Входить до складу общини Кюстендил.

## Населення
За даними перепису населення 2011 року у селі проживали 16 осіб, з них 14 осіб (87,5%) — болгари.
Розподіл населення за віком у 2011 році:
Динаміка населення: